# 樊噲
樊噲（前242年—前189年），秦末汉初将领，西汉的開國功臣之一，赐爵賢成君，封武陽侯、舞陽侯，諡武侯。劉邦麾下猛將。早年以屠宰狗為業，最有名之事跡為曾在鴻門宴時出面營救漢高祖劉邦，並有「人為刀俎，我為魚肉」的典故。

## 生平

### 早年生活
樊噲與劉邦皆出生於沛縣，早年以屠宰狗為業，在沛縣為市井小民。其妻呂嬃是劉邦之妻呂雉的親妹妹，因此他也與劉邦有姻親關係。跟從劉邦在豐縣附近起義，攻下沛縣。

### 反秦戰事
之後劉邦起義反抗秦朝，加入劉邦陣營。劉邦在沛縣城外起義，被推為沛公後，封在側的樊噲為舍人。一開始與劉邦起兵時，多擔任劉邦的衛士，與劉邦一同攻擊胡陵、方與，但返還守住豐縣與沛縣，破泗水守將薛西。在碭東驅逐司馬枿，展現強大的武藝和膂力，連續斬首十五人，因此受封一國之大夫。
劉邦出征皆與樊噲一同。在濮陽攻打章邯軍時，樊噲再展現暴風似的戰鬥力，斬首二十三人，並且率先登入濮陽城。又破李由軍、楊熊軍，因立下諸多戰功而封關內侯，是為贤成君。再轉戰宛陵、長社、轘轅、陽城、宛城等地。揮軍至酈時，又留下斬首二十四人，俘虜四十人之戰績。在攻擊武關時，武藝與勇敢無可匹敵，至霸上時斬殺秦軍都尉一人，斬首士兵十人，俘虜一百四十六人，另有秦軍二千九百人向樊噲投降。

### 楚漢相爭

#### 鴻門宴救劉邦

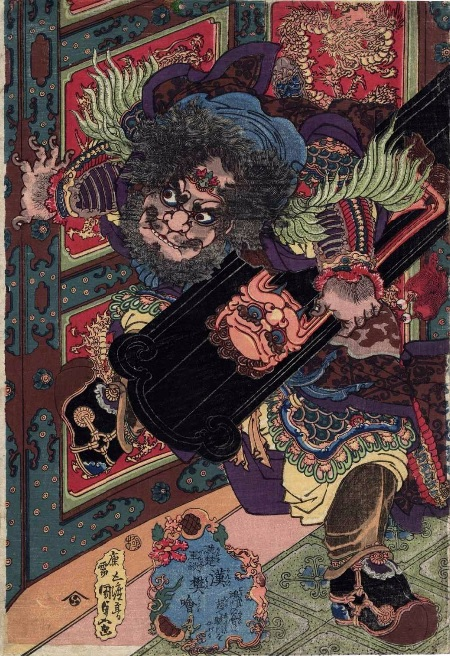
歌川國貞画漢楚軍談，漢樊噲

灭秦后，项羽谋士范增拟在鴻門宴上谋杀刘邦，他衝入营內發言，使項羽啞口無言，刘邦始得逃走，盡護主（劉邦）之責。鴻門宴展現了樊噲於武勇之力以外的冷靜處事，而不是徒有蠻力不識大局、無判斷能力的將領。
根據《史記》記載，在鴻門宴正進行時，樊噲在營外，聽聞傳出大事緊急，於是手持鐵盾進入敵營。項羽營前的營門侍衛試圖阻止，但樊噲衝撞侍衛直接闖入。項羽張大眼睛瞪著樊噲，問：「來者何人？」。劉邦的謀士張良說：「這位是為沛公駕車的參乘樊噲。」項羽讚嘆道：「真是好一位壯士。」於是賜給樊噲一杯酒與一塊生的豬肩胛肉。樊噲把酒一口飲盡，拔劍切開肉吃食。項羽說：「你還能喝嗎？」樊噲說：「臣連死都不怕了，還推辭一杯酒嗎？秦王的心就像虎狼般的殘忍，殺人只怕殺不完，對民眾刑求還怕五刑不夠，所以天下的人才會都要反叛秦國。現楚懷王和所有將軍約好，只要誰先攻進咸陽，就可封王。我們沛公雖然先進咸陽，卻封閉皇宮，不敢私取一分一毫，更把軍隊開回駐在霸上，都是為了等待大王您來咸陽啊！而派遣軍隊把守關門，更是為了防止有盜賊偷取這些財寶。我們沛公如此勞苦功高，大王您不但沒有賞賜，還聽從小人的離間，要殺有功勞的人，這正是暴秦滅亡的原因，大王您不可以再犯相同的錯了。」項羽默然，無言以對。劉邦藉口如廁，帶領樊噲離去楚營。劉邦留下戰車在項羽營處，只騎一匹馬離開，樊噲與侍衛等四人隨同步行，抄小徑下山回霸上軍營。劉邦派遣張良向項羽就中途離席謝罪。項羽因為事情發展至此，遂放棄暗殺劉邦之計劃。

#### 三秦戰役功績
樊噲之後帶兵參與三秦戰役，破雍地，在好畤（今乾縣）與章平軍對戰，攻城戰時，率先領軍登城陷陣，斬縣令、縣丞各一人，斬首十一級，虜獲二十人，因此官位升等改封郎中騎將。又攻擊趙賁軍，攻打下郿、槐里、柳中、咸陽等城池，在廢丘城戰役時，以殘忍的手法水灌廢丘城，殺敵最多。攻打到櫟陽時，漢王賜給他食邑樊鄉，並且合流攻擊項羽。並且在戰役中殘酷地屠殺煮棗城。擊破王武、程處軍。
本來漢軍攻楚勢如破竹，爾後項羽在彭城反攻擊敗漢軍，將山東一帶收復。樊噲於是回到滎陽，漢王加封食邑二千戶，得將軍之封號，駐守在廣武。一年後，項羽回軍到東方，於是樊噲追隨已經登基為漢王的劉邦攻擊項羽，攻破陽夏，俘虜楚軍周將軍之兵卒四千人。又在陳下之戰从劉邦大破項羽，使項羽逃入垓下面臨四面楚歌，大破項羽殘軍。之後並屠殺胡陵城。这时，刘邦却听说樊哙要谋反，刘邦身边儀仗隊首領公孙戎认为这是谣言，樊哙最终确实未谋反。

### 漢朝初立

#### 消滅異姓王風潮
項羽死後，劉邦稱帝，並開始了消滅異姓王風潮，樊噲追隨劉邦攻擊反漢的燕王臧荼，並俘虜臧荼，平定燕地。
後來韓王信謀反，樊噲又與絳侯周勃等共同平定雲中，攻擊陳豨與曼丘臣軍，平定清河、常山等二十七縣，劉邦再封為左丞相。於無終、廣昌等地破綦毋卬、尹潘軍。破王黃軍於代南，以及豨胡的騎兵隊，並斬杀陳豨（豨音豨），誅其三族。最後打敗韓王信，平定韓王信麾下韓軍勢力。斬將軍趙既，俘虜代國國相馮梁、城守孫奮、大將王黃、太僕解福等十人。與諸將共同平定七十三個城池。劉邦賜樊噲爵位，與其他諸侯剖開符節，互相誓約，世世不能斷絕樊噲後嗣爵位，改封為舞陽，號為舞陽侯。
其後燕王盧綰也謀反，樊噲已經受封為相國（当时正值萧何下狱期间），仍出兵攻擊盧綰，擊破盧綰丞相，抵薊南，平定燕地，斬首一百七十六級，俘虜二百八十八人，破七大軍團，攻下五個城池，六個郡，五十二個縣，俘虜丞相一人，將軍十二人，官封二千石的軍官十一人，而盧綰則被迫遁入胡地，善終。

### 晚年

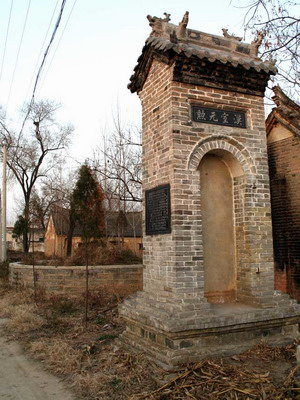
相傳位於河南省舞陽縣城北樊村（今馬村鄉郭莊村）之樊噲墓

劉邦晚年病情危急時，呂后擅政，而樊噲娶了呂丘之妹呂嬃，是呂后的親妹夫，與呂家親戚關係良好。有討厭樊噲的人，向劉邦進言，說樊噲在等待劉邦死去，因為樊噲是呂后的妹夫，要殺害戚夫人、趙王劉如意。雖然當時樊噲正在追討盧綰，劉邦依然大怒，便採用陳平的計謀，召來了周勃，說道：「陳平，你載著周勃，速駕車一起去樊噲的軍中，周勃到了就代替樊噲領軍，陳平到了軍中，立即斬下樊噲的頭！」陳平、周勃商議說：「樊噲是陛下的老朋友，功勞又多，而且又是呂后妹妹呂嬃的丈夫，與陛下還是連襟，陛下只是一時憤怒想殺他，怕將來後悔。寧可把他交給陛下，由陛下自己斬殺他。」他們沒有到軍營中，只用符節召來樊噲。樊噲奉命前來，立即被陳平反綁起來，押上囚車，由驛站送往長安，周勃接替樊噲，率兵平定燕地反叛的各縣。樊噲抵達長安時，劉邦已經崩逝，呂后為樊噲平反，恢復舞陽侯爵位、食邑。
樊噲记载是在前189年漢朝孝惠帝六年因病而死。死後諡號為「武侯」。《史記》列入卷九十五－樊酈滕灌列傳。但當中並沒有明確記載死後所葬身之處。全国各地有多处樊哙墓：
- 陕西省汉中市城固县五郎庙乡黄家村，2008年被列为第五批陕西省文物保护单位。[6]
- 湖北省武汉市江夏区龙泉街道龙泉山风景区昭王寝
- 河南省
  - 郑州市荥阳市贾峪镇马沟村
  - 洛阳市孟津区白鹤镇落驾沟村
  - 南阳市镇平县
  - 漯河市舞阳县马村乡郭庄村
- 安徽省六安市

## 後嗣
樊噲病故後，與呂嬃所生的嫡子樊伉襲位為舞陽侯。此時呂后專權，大封呂姓子弟為王侯，就連身為女性的呂嬃也被封為臨光侯。樊哙与吕嬃的女儿嫁给刘邦从弟营陵侯刘泽。樊伉襲位九年後，呂后死亡，呂產、呂祿等呂姓外戚強勢，陳平與周勃等漢朝元老大臣於是發動兵變而夷滅諸呂。因為樊伉是呂嬃的兒子，也因此被株連而處死。舞陽侯的爵位因而中絕數月。
陳平與周勃等大臣們稱漢惠帝之子漢後少帝劉弘、梁王劉太、淮陽王劉武、恆山王劉朝等非惠帝之子，廢黜劉弘並將四人殺害，改立漢文帝，文帝重新冊樊噲其他庶子樊市人為舞陽侯。樊市人袭侯二十九年后死亡，謚為荒侯。其子樊他廣襲位。
他廣襲位六年后，其舍人得罪樊他廣，被樊他廣處罰，心生怨恨，於是秘密上書漢景帝說：「荒侯樊市人其實有不能人道的隱疾，樊他廣不是樊市人的兒子，是樊市人命令自己的妻子與樊市人的弟弟通姦所生下的孩子，因此樊他廣應該沒有繼承樊市人爵位的資格。」朝廷決定，于漢景帝中元六年（前145年十月—前144年九月）下詔廢除樊他廣的爵位，而舞陽侯的食邑和世襲爵位皆被一併廢除。漢平帝元始二年（2年），樊噲宗家嗣絕，漢平帝封噲玄孫之子樊章為舞陽侯，食邑千戶。

## 影視形象
- 香港電視劇《楚河漢界》（1985年）：由曾伟明飾演。
- 香港電影《西楚霸王》（1994年）：由陈松勇飾演。
- 中國大陆電視劇《漢劉邦》（1998年）：由王刚飾演。
- 中國大陆電視劇《吕后传奇》（1998年）：由李中华飾演。
- 香港電視劇《楚汉骄雄》（2004年）：由艾威飾演。
- 中國大陆電視劇《楚汉風雲》（2005年）：由张楠飾演。
- 中国大陆电视剧《玫瑰江湖》（2009年）：由周博文饰演。
- 中國大陆電視劇《大風歌》（2010年）：由朱德承飾演。
- 中国大陆与香港合拍電影《鴻門宴传奇》（2011年）：由陈小春飾演。
- 中國大陆電視劇《楚汉爭雄》（2011年）：由韩东飾演。
- 中國大陆電視劇《楚汉傳奇》（2012年）：由康凱飾演。
- 中国大陆電影《王的盛宴》（2012年）：由莫合塔尔飾演。

## 延伸阅读
[在维基数据编辑]
 《史記/卷095》，出自司馬遷《史記》
 《漢書·卷041》，出自班固《漢書》
 在维基共享资源阅览影像